# Julie Nováková (filoložka)
Julie Nováková (9. března 1909 Praha – 19. listopadu 1991 Praha) byla česká klasická filoložka, versoložka, komenioložka a překladatelka.

## Biografie
Po absolvování Dívčího reálného gymnasia Elišky Krásnohorské (v letech 1920-1928) se zapsala ke studiu klasické filologie a češtiny na filozofické fakultě Karlovy univerzity, kde v roce 1933 obhájila diplomovou práci Xenofontovo Symposion v poměru k Symposiu Platonovu.
Následně vyučovala na pražských gymnáziích latinu, řečtinu a češtinu, a po roce 1945 i filozofii a občanskou nauku.

### V Pražském lingvistickém kroužku
Od roku 1942 proslovila v Pražském lingvistickém kroužku šest versologických přednášek a navrch jednu literárněhistorickou.
V tomto již tehdy světově uznávaném „Männerbunde“ byla teprve druhou přednášející ženou, první byla italská lingvistka Giulia Mazzuoli Porru (která ovšem vystoupila jedinkráte v roce 1938).

### V Olomouci
V letech 1948 až 1961 přednášela na olomoucké filozofické fakultě Univerzity Palackého klasickou filologii, starověké dějiny a z holého nezbytí na rusistice i teorii literatury.
V té době jako hlavní překladatelka připravila s Janem Pečírkou dvousvazkové dílo Antika v dokumentech (1. Řecko 1959; 2. Řím 1961), které sice v rámci historiografie sleduje základní marxistické kontury, v mnohém je však překračuje, a tím je tato nebývale hodnotná antologie stále užitečná.
Po zrušení klasické filologie v Olomouci přijala nabídku od prof. Jaromíra Běliče na redigování souborného díla J. A. Komenského, takže se v roce 1961 vrátila do Prahy a zahájila komeniologií odlišnou a velice plodnou etapu svého života.

### Komeniologie
Přechod od klasické a patristické latiny k baroknímu jazyku Komenského spisů zpočátku přinášel různé nástrahy, na které se s nadhledem dívá v knize sebraných článků ¼ století nad Komenským. Sumu svých bohatých celoživotních vědomostí věnovala dešifrování místy téměř nečitelného deníku známém pod názvem Clamores Eliae (Křiky Eliášovy), který si vedl Komenský na sklonku života.

## Dílo
- Tři studie o českém hexametru. Praha, 1949.
- Indické rozměry v českém básnictví. Praha, 1952.
- Devět kapitol o tak zvaném stříbrném věku římské slovesnosti. Praha, 1953.
- Umbra. Ein Beitrag zur dichterischen Semantik. Berlin, Akademie-Verlag, 1964.
- České cisiojány od 14. století. Studie ČSAV 1971. Praha, Academia, 1971.
- ¼ století nad Komenským. Praha, Kalich, 1990.
- Paměti aneb Autobiografie. — Třináct olomouckých let (1948—1961). Editor Tomáš Motlíček. Olomouc, Univerzita Palackého v Olomouci, 2008.

### Překlady
- Lukrecius (Lukretius): O podstatě světa. Přeložila a doslov napsala Julie Nováková. Praha, Nakladatel Jan Pohořelý, 1945 (1. vyd.).
- Musaios: Hero a Leandros. Přeložila a doslov napsala Julie Nováková. V Praze, Nakladatel Jan Pohořelý, 1946.
- Aurelius Augustinus: O boží obci knih XXII. Sv. I–II. Přeložila o úvod napsala Dr. Julie Nováková. Praha, Vyšehrad, 1950 (1. vyd.).
- Hesiodos: Práce a dni. Z řečtiny přeložila Dr Julie Nováková. Brno, Rovnost, 1950 (1. vyd.).
- Hésiodos: Zrození bohů. Praha, 1959.
- Aristoteles: Poetika. Z řeckého originálu přeložila a doslov a poznámky napsala Julie Nováková. Praha, Orbis, 1962.
- Titus Lucretius Carus: O přírodě. Přeložila, úvodem, poznámkami a rejstříkem opatřila Julie Nováková. Antická knihovna sv. 12. Praha, Svoboda, 1971 (2. přepracované vydání).
- Hésiodos: Železný věk. Z řeckého originálu přeložila a doslov napsala Julie Nováková. Praha, Odeon, 1976.
- Aules Persius Flaccus: Satiry. Z latinského originálu přeložila a doslovem a poznámkami opatřila Julie Nováková. Praha, Odeon, 1990.
- Hésiodos: Zpěvy železného věku. Z řeckého originálu přeložila, předmluvu napsala a poznámkami doplnila Julie Nováková. Praha, Nakladatelství Svoboda, 1990.
- Aurelius Augustinus: O boží obci knih XXII. Sv. I–II. Přeložila Julie Nováková. Praha, Karolinum, 2007 (přetisk 1. vyd. z r. 1950).

### Edice
- Antika v dokumentech. I. Řecko. Redigovali Julie Nováková a Jan Pečírka. Praha, 1959.
- Antika v dokumentech. II. Řím. Redigovali Julie Nováková a Jan Pečírka. Praha, 1961.
- Comenius’ självbiografi. Comenius about himself. (Edited, translated and commented by Milada Blekastad, Agneta Ljunggren, Julie Nováková, Bohumil Ryba, Jan-Olof Tjäder.) Ärsböcker i Svensk Undervisningshistoria 131. Stockholm, 1975.
- Johann Amos Comenius: Clamores Eliae. Gelesen, eingeleitet, herausgegeben und mit einem textkritischen Anhang versehen von Julie Nováková. Kastellaun, 1977.
- Johann Amos Comenius: Clamores Eliae. K vydání připravila Julie Nováková. Dílo Jana Amose Komenského / Johannis Amos Comenii Opera omnia. Svazek 23. Praha, Academia, 1992.